# Matteos I (ormiański patriarcha Konstantynopola)
Matteos I (ur. ?, zm. ?) – w latach 1692–1694 38. ormiański Patriarcha Konstantynopola.